# Abha Dawesar
Abha Dawesar (1 de Janeiro de 1974-) é uma escritor nascida em Nova Deli, na Índia que completou os seus estudos na Universidade de Harvard e vive em Nova Iorque.
Dawesar venceu o Stonewall Book Award e o Lambda Literary Awardem 2006 com o seu romance Babyji.

## Obras
- Miniplanner, Penguin Books, (2000)
- Babyji (2005)
- Aquele Verão em Paris - no original That Summer in Paris (2006)
- Valores de família - no original Family values (2010)